# Luke Laughs Last
Luke Laughs Last é um curta-metragem norte-americano de 1916, do gênero comédia, estrelado por Harold Lloyd.

## Elenco
- Harold Lloyd - Lonesome Luke
- Snub Pollard
- Bebe Daniels
- Sammy Brooks
- Bud Jamison
- Charles Stevenson
- Harry Todd